# Robert Gnohité
Roger Gnohité est un homme politique ivoirien né le 1er janvier 1951 à Barouhio-Gagnoa. Il a été maire de Gagnoa de 2001 à 2011.
Il a été remplacé en juin 2011 sur décision du ministère de l'Intérieur.

## Parcours Professionnel
Robert Gnohité est cadre supérieur à la Banque internationale pour l'Afrique occidentale en Côte d'Ivoire (BIAO-CI) de 1978 à 2001.

## Responsabilité Sportives
Il préside la Fédération Ivoirienne de Boxe de 1991 à 1997

## Fonctions Politiques
- Conseiller Municipal de Gagnoa : décembre 1990 - mars 2001
- Maire de Gagnoa : mars 2001 - juin 2011
- Ministre délégué auprès du ministre de l'enseignement supérieur, chargé de la recherche scientifique : 2002-2003
- Conseiller technique du Président de la République : 2003-2010
- Ambassadeur de Côte d'Ivoire auprès de la République gabonaise : 2010-2011